# Oberste Staatsbehörden in Schwarzburg-Rudolstadt
Dieser Artikel beschreibt die obersten Staatsbehörden, also die Exekutive in Schwarzburg-Rudolstadt.

## Grafen bzw. Fürsten
Landesherren waren bis 1918 die Grafen bzw. Fürsten von Schwarzburg-Rudolstadt. Diese bestimmten die Politik. Die Oberbehörden waren ihnen nachgeordnet.

## Kanzlei
1574 wurde die Kanzlei in Rudolstadt als oberste Staatsbehörde für die Schwarzburg-Rudolstädter Oberherrschaft geschaffen. An der Spitze dieser Landesverwaltung stand der Kanzler. Seit dem 17. Jahrhundert wurde die Kanzlei als Regierung bezeichnet. Sie war gleichzeitig oberste Verwaltungsbehörde und oberstes Gericht. Sie bestand im 17. Jahrhundert aus dem Kanzler, zwei bis drei Hofräten und Schreibern.
Bereits 1572 war in Frankenhausen die Kanzlei für die Schwarzburg-Rudolstädter Unterherrschaft gebildet worden. Diese verlor im Laufe der Zeit an Bedeutung und wurde 1809 aufgelöst. Damit war die Kanzlei in Rudolstadt für das ganze Fürstentum zuständig.

## Geheimes Ratskollegium
Das Geheime Ratskollegium entstand 1712. Es war für die „geheimen“ Themen zuständig, also die politischen Themen, die der Fürst nur vertrauten Mitarbeitern überlassen wollte. Dies waren zunächst vor allem Fragen der Außenpolitik und Fragen des fürstlichen Hauses. Nach der Märzrevolution wurde es am 29. Dezember 1848 in Ministerium umbenannt.

## Verwaltungsreform 1850
Mit der Verwaltungsreform 1850 wurden Regierung und Ministerium aufgelöst. Die Trennung der Rechtsprechung von der Verwaltung wurde umgesetzt. Die Gerichtsfunktion der Regierung ging auf die neu gebildeten Kreisgerichte bzw. das Appellationsgericht Eisenach über (siehe Gerichte im Fürstentum Schwarzburg-Rudolstadt). An der Spitze der Verwaltung stand nun das Ministerium zu Rudolstadt.
Es bestand aus folgenden Abteilungen:
- Abteilung 1 (Äußeres und Fürstliches Haus)
- Abteilung des Inneren
- Abteilung der Justiz
- Abteilung für Kirchen und Schulsachen
- Abteilung der Finanzen

In der Reaktionsära wurde die Trennung von Rechtsprechung und Verwaltung aus Kostengründen wieder in Frage gestellt. 1858 wurde daher die alte Regierung wieder neu geschaffen aber bereits auf Wunsch des Landtags 1868 abgeschafft.

## In der Weimarer Republik
Auch nach der Novemberrevolution blieb das Ministerium die Spitze der Verwaltung. Neben den beamtetes Mitgliedern traten nun vier Politiker, die am 23. November 1818 durch den Landtag gewählt wurden. An der Spitze des Ministeriums stand nun ein Sozialdemokrat. Den beamteten Mitgliedern des Ministeriums wurde jeweils ein gewählter beigegeben. Hartmann war die für die Finanzabteilung, Otto für das Innere, Bernhardt für die Justiz und Meißner für die Kirchen- und Schulsachen. Da die gewählten Mitglieder ehrenamtlich tätig waren, lag weiterhin die Hauptverantwortung bei den beamteten Mitgliedern. Nach den Landtagswahlen am 16. März 1919 wählte der Landtag am 25. Mai 1919 das neue Ministerium.
Mit der Eingliederung nach Thüringen wurde das Ministerium im Januar 1923 zur Gebietsregierung Rudolstadt.

## Personen

### Mitglieder des Geheimen Ratskollegiums
- Georg Ulrich von Beulwitz (1712–1723)
- Anton Friedrich von Beulwitz (1717–1756)
- Friedrich Christian von Reitzenstein (1724–1744)
- Ludwig Friedrich (von) Sommer (Vater) (1724–1742)
- Wolf Freiherr von Metternich (1726–1730)
- Christoph Leopold von Hertenberg (1742–1761)
- Johann Heinrich von Sommer (1742–1769)
- Johann Nokol Schwartz (1725–1758)
- Ludwig Friedrich von Sommer (Sohn) (1750–1759)
- Johann Wilhelm Ludwig von Holleben (1754–1785)
- Anton Friedrich von Beulwitz (erneut) (1758–1760)
- Carl Gerth von Ketelhodt (1761–1814)
- Johann Friedrich Schwartz (1764–1806)
- Johann Georg Spieß (1764–1780)
- Franz Johann Friedrich Ludwig von Holleben (1770–1790)
- Friedrich Wilhelm Beulwitz (1781–1829)
- Friedrich Wilhelm von Ketelhodt (1766–1836)
- Christian Wilhelm Schwartz (1799–1833)
- August Ludwig Karl von Beulwitz (1818–1835)
- Friedrich Freiherr von Witzleben (1829–1848)
- Karl Friedrich Conradi (1829–1835)
- Karl August Ludwig von Ketelhodt (1836–1848)
- Julius von Röder (1836–1850)
- Karl Wilhelm Christoph Schwartz (1848–1850)
- August Wilhelm Scheid (1849–1850)

### Kanzler und Konsistorialpräsidenten zu Rudolstadt
- Johann Ernst Aman (1574–1579)
- Bartel Drachstedt (1579–etwa 1583)
- Samuel Mosbach (etwa 1583–1592)
- Benedikt Agricola (1593–1619)
- Elias Scheffel (1619–1633)
- Anton Faber (1633–1635)
- Markus Endter (1635–1639)
- Stephan Bonner (1639–1648)
- Friedrich Lentz (1648–1657)
- Georg Achatius Heher (1657–1667)
- Ahsver Fritsch (1667–1701)
- Georg Ulrich von Beulwitz (1702–1723)
- Friedrich Christian von Reizenstein (1723–1744)
- Christoph Leopold von Hertenberg (1750–1761)
- Christian Ulrich von Ketelhodt (1761–1777)
- Johann Wilhelm Ludwig von Holleben (1777–1785)
- Carl Gerd von Ketelhodt (1785–1814) (wurde bereits 1777 Konsistorialpräsident)
- Friedrich Wilhelm Ludwig von Beulwitz (1814–1829)
- Friedrich Wilhelm von Ketelhodt (1829–1836)
- Friedrich Michael Bamberg (1836)
- Wilhelm Hönninger (1836–1846)
- Karl August Ludwig von Ketelhodt  (1846–1848)
- Julius von Röder (1848–1850)

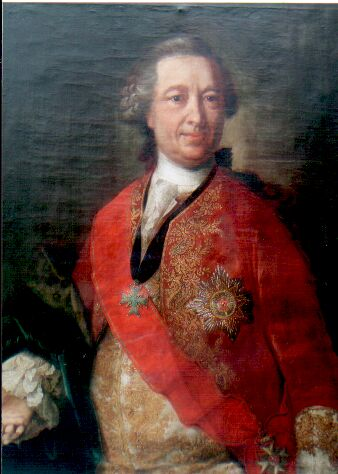
Christian-Ulrich v. Ketelhodt 1701–1777 Kanzler in Rudolstadt
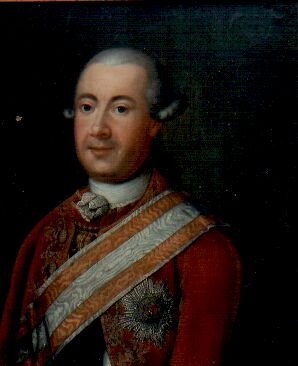
Carl-Gerd v. Ketelhodt 1738–1814 Kanzler in Rudolstadt Gründer einer Bibliothek
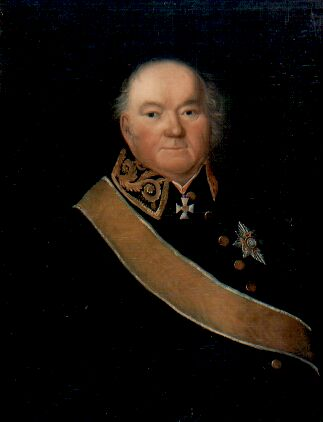
Friedrich-Wilhelm Freiherr von Ketelhodt 1766–1836 Kanzler in Rudolstadt, Diplomat

### Mitglieder des Gesamtministeriums 1850–1858 und des Ministeriums zu Rudolstadt 1858–1868
- Julius von Röder, Minister 1. Juli 1850 – 19. Dezember 1851
- Karl Schwarz, 1. Juli 1850 – 19. Dezember 1851
- August Wilhelm Scheidt 1. Juli 1850 – 1. Januar 1868
- Hermann von Bertrab, Minister, 19. Dezember 1851 – 1. April 1868
- Johann Albert von Ketelhodt, 19. Dezember 1851 – 1. April 1868
- Günther von Bamberg, 19. Dezember 1851 – 1. April 1868

Vorstände der Ministerialabteilungen 1850-1858
- Abteilung 1 (Äußeres und Fürstliches Haus)
  - Julius von Röder, 1. Juli 1850 – 19. Dezember 1851
  - Hermann von Bertrab, 19. Dezember 1851 – 1. April 1868

- Abteilung des Inneren
  - August Wilhelm Scheidt 1. Juli 1850 – 1. Januar 1868

- Abteilung der Justiz
  - Karl Schwarz, 1. Juli 1850 – 19. Dezember 1851
  - Hermann von Bertrab, 19. Dezember 1851 – 1. April 1868

- Abteilung für Kirchen und Schulsachen
  - Julius von Röder, 1. Juli 1850 – 19. Dezember 1851
  - Günther von Bamberg, 19. Dezember 1851 – 1. April 1868

- Abteilung der Finanzen
  - Julius von Röder, 1. Juli 1850 – 19. Dezember 1851
  - Johann Albert von Ketelhodt, 19. Dezember 1851 – 1. April 1868

### Präsidenten der Landesverwaltungskollegien 1858–1868
- Regierung: Hermann von Bertrab, 1. Mai 1858 bis 1. April 1868
- Konsistorium: Günther von Bamberg, 1. Mai 1858 bis 1. April 1868
- Finanzkollegium: Johann Albert von Ketelhodt, 1. Mai 1858 bis 1. April 1868

### Staatsminister und Vorstände der Ministerialabteilungen zu Rudolstadt 1868 bis 1922
- Staatsminister
  - Hermann von Bertrab, 1. April 1868 bis 3. Dezember 1887
  - Wilhelm Friedrich von Starck, 1. April 1888 bis 1. April 1903
  - Franz Freiherr von der Recke, 1. April 1903 bis 25. Mai 1919

- Vorstände der Ministerialabteilung des Inneren 1898–1922
  - Wilhelm Friedrich von Starck, 29. August 1898 bis 1. April 1903
  - Franz Freiherr von der Recke, 1. April 1903 bis 1. April 1907
  - Otto Körbitz, 1. April 1907 bis 1. Oktober 1912
  - Richard Werner, 1. Oktober 1912 bis 1. April 1922

- Vorstände der Ministerialabteilung der Justiz 1898–1922
  - Johann Albert von Ketelhodt, 1. Mai 1868 bis 12. Mai 1873
  - Karl Ferdinand Hauthal, 27, April 1888 bis 1. Juli 1900
  - Otto Körbitz, 1. Juli 1900 bis 1. Oktober 1912
  - Richard Werner, 1. Oktober 1912 bis 1. April 1922

- Vorstände der Kirchen- und Schulsachen 1868–1922
  - Johann Albert von Ketelhodt, 1. Mai 1868 bis 12. Mai 1873
  - Theodor Schwarz, 13. Juni 1873 bis 5. Juni 1876
  - Karl Ferdinand Hauthal, 20. Juni 1876 bis 1. Juli 1900
  - Ludwig Karl von Holleben, 1. Juli 1900 bis 11. März 1907
  - Franz Freiherr von der Recke, 1. April 1907 bis 25. Mai 1919
  - Richard Werner, 23. Mai 1919 bis 1. April 1922

- Vorstände der Ministerialabteilung der Finanzen 1868–1873, 1880–1922
  - Johann Albert von Ketelhodt, 1. Mai 1868 bis 15. Mai 1873
  - Ludwig Karl von Holleben, 2. Januar 1880 bis 1. Oktober 1910
  - Wilhelm Friedrich von Starck, 1. Oktober 1900 bis 1. April 1903
  - Franz Freiherr von der Recke, 1. April 1903 bis 1. Juli 1909
  - Richard Werner, 1. Juli 1909 bis 1. Oktober 1912
  - Friedrich Wißmann, 1. Oktober 1912 bis 1. April 1922

### Mitglieder des Gesamtministeriums 1918–1920 und der Gebietsregierung 1920–1922
Nichtbeamtete Mitglieder
- Emil Hartmann (SPD), Vorsitzender, 23. November 1918 bis 1. April 1922
- Ernst Otto (SPD), 23. November 1918 bis 1. April 1922
- Max Bernhardt (liberal), 23. November 1918 bis 25. Mai 1919
- Günther Meißner (freisinnig), 23. November 1918 bis 25. Mai 1919
- Albert Scholl (SPD), 23. Mai 1919 bis 30. Juni 1921
- Oskar Hertel (DDP), 23. Mai 1919 bis 30. Juni 1921

Beamtete Mitglieder
- Franz Freiherr von der Recke, Staatsminister, 23. November 1918 bis 23. Mai 1921
- Richard Werner (seit 1. April 1922 Gebietsleiter), 23. November 1918 bis 1. April 1923
- Friedrich Wißmann, 23. November 1918 bis 1. April 1922